# McDonald (Oregón)
McDonald es un área no incorporada ubicada en el condado de Sherman en el estado estadounidense de Oregón. McDonald se encuentra ubicada a 23 km de Wasco.

## Geografía
McDonald se encuentra ubicado en las coordenadas 45°35′25.79″N 120°24′30.38″O / 45.5904972, -120.4084389.